# Oleg Velyky
Oleg Velyky (en ucraniano Олег Великий) (Brovary, Unión Soviética 14 de octubre de 1977 - Kiev, Ucrania 23 de enero de 2010) fue un jugador de balonmano ucraniano-alemán.
Falleció a los 32 años tras no poder superar un cáncer que le había sido diagnosticado en 2008. Estaba casado y tenía un hijo.

## Equipos
- HC Motor Zaporozhye (1997-2001)
- TUSEM Essen (2001-2005)
- Rhein Neckar Löwen (2005-2008)
- HSV Hamburg (2008-2010)

## Palmarés
- Copa EHF 2005

## Méritos y distinciones
- Máximo goleador del Campeonato Europeo de Balonmano 2000